# Le Réveil-matin
Le Réveil-matin ou Le Réveille-matin est une huile sur toile de Fernand Léger peinte en 1914 ; elle fait partie des collections du musée national d'Art moderne, du centre Georges-Pompidou, à Paris.

## Historique
Peinte en 1914, cette toile fut « séquestrée » avec les biens du galeriste Daniel-Henry Kahnweiler, puis vendue à l'Hôtel Drouot en 1923. Acquise par André Lefèvre, elle est léguée par Jeanne et André Lefèvre au musée national d'Art moderne en 1952.

## Description
Très fortement marqué par le cubisme (Louis Vauxcelles parle de « tubisme » pour cubisme en tube), le tableau représente un portrait en buste d'un personnage vu de trois quarts. Le tableau tient son titre d'un réveille-matin représenté en bas à droite de l'œuvre. Les couleurs principales sont le bleu, le blanc, le rouge, le noir et, dans une moindre mesure, le jaune. Le tissu de la toile reste apparent à certains endroits.
L'œuvre s'insère dans une série faite à la même époque (1913-1914, on y retrouve des objets, thèmes et esthétiques similaires).  Le reste du tableau peut porter à interprétation. La plupart y voient un personnage vu de trois quarts portant un couvre-chef rond noir et appuyant sa tête sur sa main droite. On peut aussi penser que les arcs de cercles qui se déploient de la droite vers la gauche du tableau sont autant de plans différents du réveil qui se décomposent sous nos yeux. Le demi-cercle noir en haut serait alors une des cloches du réveil.

## Analyse
Fasciné par les réclames et les vitrines de magasin, Fernand Léger considère l'objet comme le roi absolu d'une époque marquée par la mécanisation et la standardisation de la production. 
Ce tableau évoque la vitesse et la fragmentation propre à la vie moderne. Si la dislocation en volumes géométriques affecte brutalement le personnage au centre, elle épargne le petit cadran qui semble présider au vacarme depuis l'angle inférieur droit. L'effet de clignotement produit par les contrastes colorés vient heurter la structuration de la toile par une accumulation de cylindres, de sphères et de cônes cernés de noir. Dispersé en autant d'éclats, le motif perd en visibilité ce qu'il gagne en dynamisme et en impact visuel. La primauté accordée à l'objet permet à Léger d'évacuer toute anecdote ou toute psychologie, de faire disparaitre le « bonhomme » dans verser dans une peinture abstraite coupée du monde.

## Expositions
- Le Cubisme, Centre national d'art et de culture Georges-Pompidou, Paris, 2018-2019.

Le réveille-matin est présenté dans le cadre de l'exposition Les Choses. Une histoire de la nature morte au musée du Louvre du 12 octobre 2022 au 23 janvier 2023, parmi les œuvres de l'espace nommé « Les temps modernes », au côté du film expérimental  de Léger Ballet mécanique (1923-1924).